# Jean-Pierre Mérot
Pour les articles homonymes, voir Mérot.
Jean-Pierre, ou Pierre Mérot (Peter Merot en allemand), né à Fontoy (Moselle) le 30 août 1848 et mort le 3 janvier 1919 à Paris, est un brasseur et homme politique français. Originaire de Moselle, il fut membre de l'assemblée d'Alsace Lorraine sous le régime allemand, député protestataire d'Alsace-Lorraine au Reichstag et maire de Fontoy.

## Biographie
Fils du brasseur Jean-François Mérot (1813-1882), il fait ses études au collège de Thionville. À la mort de son père, il devient propriétaire de la Brasserie de Fontoy avec son frère Théophile (1842-1907), qui devient alors la "Brasserie Mérot Frères et Cie".
À la suite de la défaite française de 1870, il opte pour la nationalité française en 1872, ce qui ne l’empêche pas de revenir à Fontoy quelque temps plus tard. Il se marie à Aumetz (Moselle) le 3 janvier 1881 avec Anne-Marie Guissard.

## Vie publique
Il cache alors probablement sa nationalité française aux autorités allemandes et peut faire une carrière politique dans son village natal, désormais frontalier. Il appartient au parti lorrain, protestataire, mais est connu pour son attitude toujours constructive avec les autorités qui est favorable à ses administrés.
Il est membre de l'assemblée d'arrondissement (Bezirkstag d'Alsace-Lorraine), l'équivalent d'un conseil général de 1889 à 1906.
Il fait partie du Landtag d'Alsace-Lorraine de 1894 à 1906, dont les séances se tiennent à Strasbourg. Il est élu député du parti lorrain protestataire au Reichstag pour la circonscription de Thionville-Boulay en 1898, et réélu en 1903; il ne participe pas à l'élection de 1907 et est remplacé par Charles de Wendel.
Peu de temps après son élection, il se fait remarquer à Berlin, car ce député ne parle ni n'écrit l'allemand souhaite s'exprimer en français devant l'assemblée. Ceci lui est refusé par le président, M. Balestrem. Mérot ne souhaite pas démissionner "par respect pour ses électeurs", mais ne s'exprime plus.
Conseiller municipal en 1891, il est élu démocratiquement maire de Fontoy en 1897, et le reste jusqu'en 1906. Il décide par la suite de s’installer définitivement à Nancy en 1907, d'où il continue de gérer ses affaires.

## Retraite et postérité
Décédé peu de temps après la fin de la guerre, il ne retourne pas à Fontoy.
La brasserie, pillée lors de la première guerre mondiale, passe à ses filles Hélène (1887-1971) et Lucie (1881-1962), dont l'époux Luis Noetinger est administrateur des manufactures Coulaux, et réussit à se maintenir pendant deux décennies. L’établissement tente de se rétablir après un nouveau pillage après la seconde guerre mondiale, mais sans succès.